# Philonicus elutus
Philonicus elutus är en tvåvingeart som beskrevs av Friedrich Hermann Loew 1871. Philonicus elutus ingår i släktet Philonicus och familjen rovflugor. Inga underarter finns listade i Catalogue of Life.